# Faujasyt
Faujasyt – minerał z gromady krzemianów, zaliczany do grupy zeolitów. Należy do grupy minerałów dość rzadkich.

Znany jest od 1842 r. – faujasyt-Na; (a od 1998 r. – faujasyt-Ca i faujasyt-Mg).
Nazwa minerału upamiętnia B. Faujasa de Saint Fond (1741-1819), francuskiego geologa i wulkanologa. Została nadana w 1842 r. przez francuskiego mineraloga Alexisa Damour.

## Właściwości
- Wzór chemiczny: (Na
2,Ca,Mg)
3.5[Al
7Si
17O
48]·32(H
2O)

- Układ krystalograficzny: regularny

- Twardość: 4,5-5 w skali Mohsa

- Gęstość: 1,92 g/cm3

- Barwa: bezbarwny, biały, jasnobrunatny

- Rysa: biała

- Przełam: *

- Połysk: szklisty

- Łupliwość: wyraźna

Przezroczysty, optycznie izotropowy. Odmiany nieco odwodnione okazują bardzo słabą dwójłomność.

## Występowanie
Produkt pochodzenia procesów hydrotermalnych. 
Miejsca występowania: Niemcy - znaleziony w limburgitach w Baden. 